# La città incantata
La città incantata (千と千尋の神隠し?, Sen to Chihiro no kamikakushi, lett. "La sparizione causata dai kami di Sen e Chihiro") è un film d'animazione del 2001 scritto e diretto da Hayao Miyazaki.
Prodotto dallo Studio Ghibli e distribuito dalla Buena Vista, il film, liberamente ispirato al romanzo fantastico Il meraviglioso paese oltre la nebbia della scrittrice Sachiko Kashiwaba, narra le avventure di Chihiro, una bambina di dieci anni che si introduce senza rendersene conto, insieme ai genitori, in una città incantata abitata da yōkai (spiriti). Qui i genitori della bambina vengono trasformati in maiali dalla potente maga Yubaba e la piccola protagonista decide di rimanere nel regno fatato per tentare di liberarli.
Il film presenta l'altissima qualità tecnica consueta dello Studio Ghibli ed è considerato il capolavoro del cineasta giapponese Miyazaki. Pubblicato il 20 luglio 2001, diventò il film di maggior successo della storia del Giappone, incassando circa 330 milioni di dollari in tutto il mondo. Superò Titanic (allora in cima alle classifiche di vendita) ai box-office giapponesi e rimase per 19 anni il lungometraggio di maggior successo nella storia in Giappone, con un incasso totale di 30,4 miliardi di yen.
Acclamato all'unanimità dalla critica, è considerato uno dei migliori film degli anni 2000 e della storia del cinema. Vinse l'Orso d'oro alla cinquantaduesima edizione del festival internazionale del cinema di Berlino e l'Oscar per il miglior film d'animazione nel 2003.

## Trama
Chihiro è una ragazzina di circa dieci anni che sta traslocando coi suoi genitori in un'altra città quando il padre, prendendo una strada sbagliata, raggiunge un tunnel. Nonostante la figlia non desideri proseguire, i genitori si addentrano nel cunicolo sbucando in una radura con delle case. Pensando di aver trovato un parco divertimenti abbandonato il padre si addentra nel complesso per visitarlo, seguito dalla moglie e, a malincuore, da Chihiro. I tre superano il letto di un fiume in secca e si ritrovano in un quartiere deserto composto interamente da ristoranti e locali, e su un bancone trovano un ricco buffet. I genitori si siedono e cominciano a mangiare, pensando di pagare quando si mostrerà qualcuno. Chihiro intanto esplora la zona e trova un grande complesso di bagni pubblici chiamato Aburaya. Arriva però un giovane ragazzo, Haku, che le ordina di andarsene, ma tornando indietro la bambina scopre che i genitori sono diventati maiali e che non riesce ad attraversare il fiume ormai in piena.
A questo punto cala la notte e numerosi spiriti, ospiti del complesso, cominciano ad affollare le vie, mentre Chihiro si rende conto che sta lentamente diventando invisibile. Haku la trova e le fa mangiare una bacca proveniente dal mondo degli spiriti che rende Chihiro nuovamente tangibile e le permette di rimanere viva anche all'interno del complesso magico. Le spiega inoltre che l'unico modo per evitare di essere catturata dagli uomini di Yubaba, la potente strega che dirige il complesso, è quello di trovarsi un lavoro all'interno dell'impianto. Grazie all'aiuto dello yōkai Kamagi e della dipendente Lin, la bambina riesce a ottenere un'udienza presso la maga, il cui potere è distratto solo dalla sua cura ossessiva per il bebè Bō. Per stipulare il contratto di lavoro Chihiro viene privata del suo nome e rinominata Sen. Questo espediente viene usato dalla strega poiché la mancanza del nome la rende incapace di abbandonare la città controllata da Yubaba.
Sen durante il primo giorno di lavoro fa entrare in casa una misteriosa creatura mascherata, chiamata Senza-Volto. Il primo cliente di Sen è uno spirito dal cattivo odore, che viene pulito dalla bambina e che si scopre essere lo spirito di un fiume inquinato che aveva bisogno di una ripulita. In riconoscenza del servizio, lo spirito lascia a Sen una polpetta di emetico. Successivamente Senza-Volto tenta un inserviente con dell'oro e lo divora. Comincia a chiedere cibo e a elargire oro a manciate. Intanto Sen si accorge che degli shikigami di carta stanno attaccando un drago, in cui riconosce l'amico Haku, trasformato. Quando il drago si schianta nelle stanze di Yubaba, la bambina lo raggiunge, ma da uno shikigami attaccatosi dietro le sue spalle appare Zeniba, la sorella gemella di Yubaba. Ella trasforma Bō in un topo e crea un bebè fantoccio. Zeniba rivela che Haku ha rubato un prezioso sigillo da casa sua, che contiene una potente maledizione, ma è poco attenta e il drago taglia in due lo shikigami di carta, facendola svanire. Haku collassa nella stanza delle caldaie e Sen gli fa mangiare metà della polpetta, facendogli vomitare il sigillo insieme a un mostriciattolo nero che Sen schiaccia sotto al piede.
Decidendo di incontrare Zeniba, per chiederle scusa e riportare indietro il sigillo, Sen affronta Senza-Volto, che intanto è diventato obeso e gli fa mangiare il resto della polpetta. Il cibo gli causa accesi attacchi di vomito e lo spirito infuriato insegue la bambina per tutto il complesso, perdendo progressivamente peso e tornando al suo aspetto e carattere originario, buono e sereno, segnato solo dalla solitudine che prova. Sen, Senza-Volto e Bō decidono allora di prendere il treno per andare da Zeniba. Intanto Yubaba è infuriata per i danni subiti e incolpa Sen di aver lasciato entrare Senza-Volto, minacciando di uccidere i suoi genitori. Quando Haku le fa notare l'assenza di Bō, la strega accetta di liberare Sen e i genitori come ricompensa per riportarle il figlio.
Intanto i tre arrivano alla casa di Zeniba e le restituiscono il sigillo, mentre la strega rivela che l'amore di Sen per Haku ha spezzato la maledizione. Mentre sono a casa della maga, Haku si presenta in forma di drago e riporta indietro Sen e Bō, mentre Senza-Volto, su invito di Zeniba, decide di restare con lei. Lungo la via del ritorno, il cavalcare Haku in forma di drago fa raffiorare un ricordo in Sen: quando era piccola era caduta in un fiume, ma sopravvisse perché la corrente la trascinò a riva. Mentre ciò accadeva, Sen aveva percepito di essere in groppa ad un drago, proprio come adesso. Era stata salvata dallo spirito di quel fiume, il cui nome era Kohaku ma che in seguito fu interrato per edificare palazzi. Questo le fa capire che lo spirito che l'ha salvata anni prima e Haku sono la stessa persona. Dopo aver ricordato ciò, Sen rivela all'amico che il suo vero nome è Kohaku, e in questo modo lo libera dal controllo della maga Yubaba.
Quando arrivano ai bagni pubblici la strega ha ancora una prova per Sen e le chiede di riconoscere i suoi genitori tra un gruppo di maiali. Se indovinerà, i tre potranno lasciare il mondo degli spiriti. La bambina nota correttamente che nessuno dei maiali esposti è uno dei suoi genitori e spezza l'incantesimo, tornando a essere Chihiro. Haku accompagna l'amica al fiume in secca e i due si promettono di rivedersi un giorno. Quindi la bambina attraversa il fiume e si ricongiunge con i suoi genitori, tornati normali. Usciti dal mondo magico, i suoi genitori non ricordano nulla della vicenda, ma constatano sorpresi che è passato più tempo di quello che pensavano. Solo il nastrino per capelli intessuto con tanto affetto per Chihiro dai suoi amici della città magica rimane come segno tangibile delle esperienze che la bambina ha avuto. Mentre Chihiro si allontana, il nastrino emette un bagliore magico. I tre salgono in macchina e si allontanano.

## Personaggi
- Chihiro Ogino (荻野 千尋?, Ogino Chihiro): la protagonista del film. È una ragazzina di dieci anni che, entrata accidentalmente nel mondo degli spiriti, è costretta ad ottenere un lavoro all'interno dell'impianto termale per rimanerci e sperare un giorno di poter liberare dall'incantesimo i suoi genitori. Accetta così il contratto che Yubaba le offre, perdendo il proprio nome e diventando Sen (千?, Sen). Questo perché la strega le concede di mantenere solo il primo dei due kanji che compongono il nome Chihiro 千尋, ossia 千 che isolato viene letto "sen" (lettura on) e non "chi" (lettura kun). Nel corso della storia la ragazza, nonostante la sua iniziale indole infantile, riesce a trovare dentro di sé il coraggio di affrontare i pericoli e di salvare i suoi genitori. La rivista Empire l'ha collocata al numero 27 della sua lista dei 50 personaggi dei cartoni animati migliori della storia.[7]
- Akio Ogino (荻野 明彦?, Ogino Akio): padre di Chihiro.
- Yuko Ogino (荻野 悠子?, Ogino Yūko): madre di Chihiro.
- Haku (ハク?, Haku): un ragazzo un po’ più grande di Chihiro che svolge già un incarico importante come tirapiedi di Yubaba (gli altri spiriti per rispetto lo chiamano "Padron Haku"). Diventa amico di Chihiro e la aiuta nell'impresa di liberare i suoi genitori. Al tempo stesso riceve un grande aiuto da parte della ragazza, che gli rivela il suo vero nome e identità, sottrattigli da Yubaba per costringerlo a lavorare per lei: egli è lo Spirito del fiume Kohaku (饒速水琥珀主?, Nigihayami Kohakunushi), che aveva salvato in passato la stessa Chihiro, quando era caduta nelle sue acque e rischiava di annegare.
- Yubaba (湯婆婆?, Yubaaba): strega proprietaria dei bagni pubblici nei quali si svolge la storia. È una donna anziana, dalla testa e dal naso incredibilmente grandi e sproporzionati rispetto al corpo. Ha un carattere severo e autoritario ma in fondo non cattivo, che si addolcisce solo in presenza del figlio Bō.
- Kamaji (釜爺?, Kamaji): spirito dalle sembianze di ragno umanoide che opera nelle caldaie dei bagni pubblici. È un personaggio dall'aspetto severo e laconico, ma sotto questa facciata si nasconde in realtà un essere buono e comprensivo. Egli infatti offre aiuto a Chihiro senza neanche conoscerla; e in seguito si affeziona molto alla bambina, tanto da regalarle il biglietto del treno, che custodiva gelosamente da 40 anni.
- Senza-Volto (カオナシ?, Kaonashi): spirito che si affeziona "morbosamente" a Sen, seguendola ovunque e cercando disperatamente di renderla felice. Ha l'aspetto di un'esile figura ammantata con una maschera bianca in volto, ma in seguito alla grande quantità di cibo ingerita si trasforma in un essere enorme che si muove su quattro zampe. All'inizio calmo e silenzioso, va su tutte le furie quando non si sente ricambiato nei suoi sentimenti da Sen e rischia di distruggere l'intero complesso termale. Ritrovata la calma, per non sentirsi più solo, farà il viaggio in treno con Sen e si fermerà a casa di Zeniba per farle da aiutante. Sembra in grado di materializzare qualsiasi richiesta, come quando crea dal nulla l'oro che dona ai dipendenti delle terme, che tuttavia svanisce dopo poco. Miyazaki ha rivelato che Senza-Volto rappresenta la complessità degli esseri umani, le proprie maschere e i tanti volti dentro ognuno di noi.[8]
- Lin (リン?, Rin): lavoratrice delle terme che viene affiancata a Sen in qualità di supervisore. È una giovane ragazza, sbarazzina e decisa, tanto da non farsi mettere i piedi in testa da nessuno. Non si sa nulla del suo passato, né di come sia giunta nelle terme di Yubaba, ma più volte afferma il suo desiderio di andarsene e vivere libera. Anche lei sviluppa un affetto sincero nei confronti della bambina.
- Bō (坊?, Bō): figlio infante di Yubaba. È un bebè incredibilmente grande, tanto da assomigliare a un gigante. Viene continuamente viziato e coccolato dalla madre, così che approfitta della prima occasione che gli si presenta per fuggire di casa insieme a Sen.
- Zeniba (銭婆?, Zeniiba): anziana strega, sorella gemella di Yubaba. A differenza di quest'ultima è di indole più dolce e usa la sua magia a fin di bene. Viene chiamata da Sen, su sua richiesta, "nonnina".

## Produzione

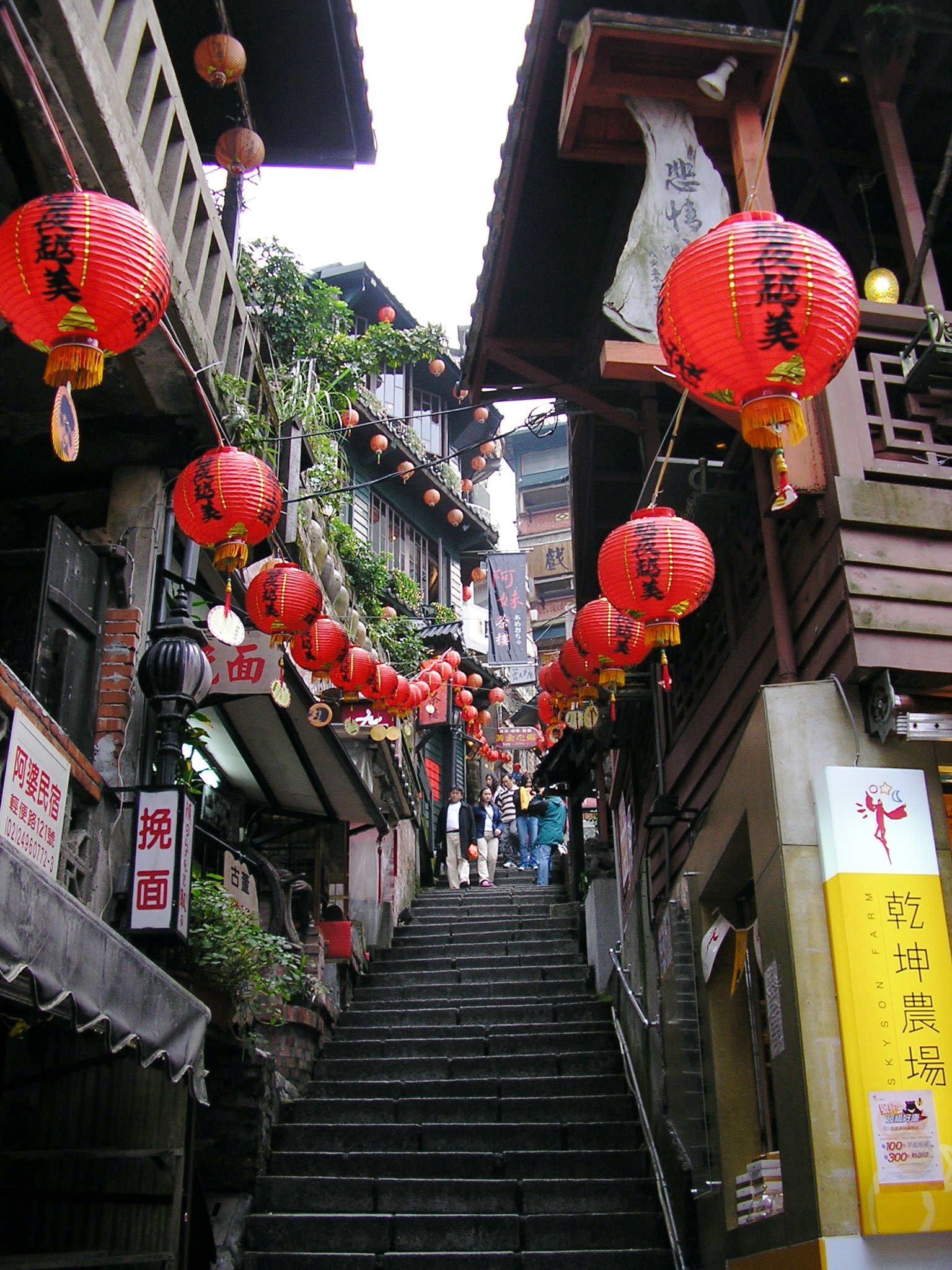
Jiufen, una città di Taiwan, ispirò il design della scalinata che conduce alle terme.

Miyazaki scrisse la sceneggiatura dopo aver deciso di dedicare l'opera alla figlia di dieci anni del suo amico nonché produttore associato Seiji Okuda, che andava a visitare ogni estate. Con un budget elevato (1,9 miliardi di yen, circa 16 milioni di euro) la produzione de La città incantata iniziò nel 2000. Durante questa fase, il regista si accorse che il film sarebbe durato oltre tre ore e così tagliò numerose parti della storia.
(Hayao Miyazaki)
Tutte le estati Hayao Miyazaki trascorreva le sue vacanze in una baita di montagna, in compagnia della sua famiglia e di cinque bambine loro amiche. L'idea per La città incantata gli venne proprio quando desiderò fare un film per queste bambine, un film pensato per ragazze di dieci anni. Per trovare l'ispirazione lesse diversi shōjo manga, come Nakayoshi e Ribon, ma trovò che trattavano solo di argomenti legati alle prime cotte e all'amore. Nel vedere le sue giovani amiche, Miyazaki si disse che questi temi non potevano essere quelli che stavano loro più a cuore e decise di produrre un film su una giovane eroina che le bambine potessero ammirare.

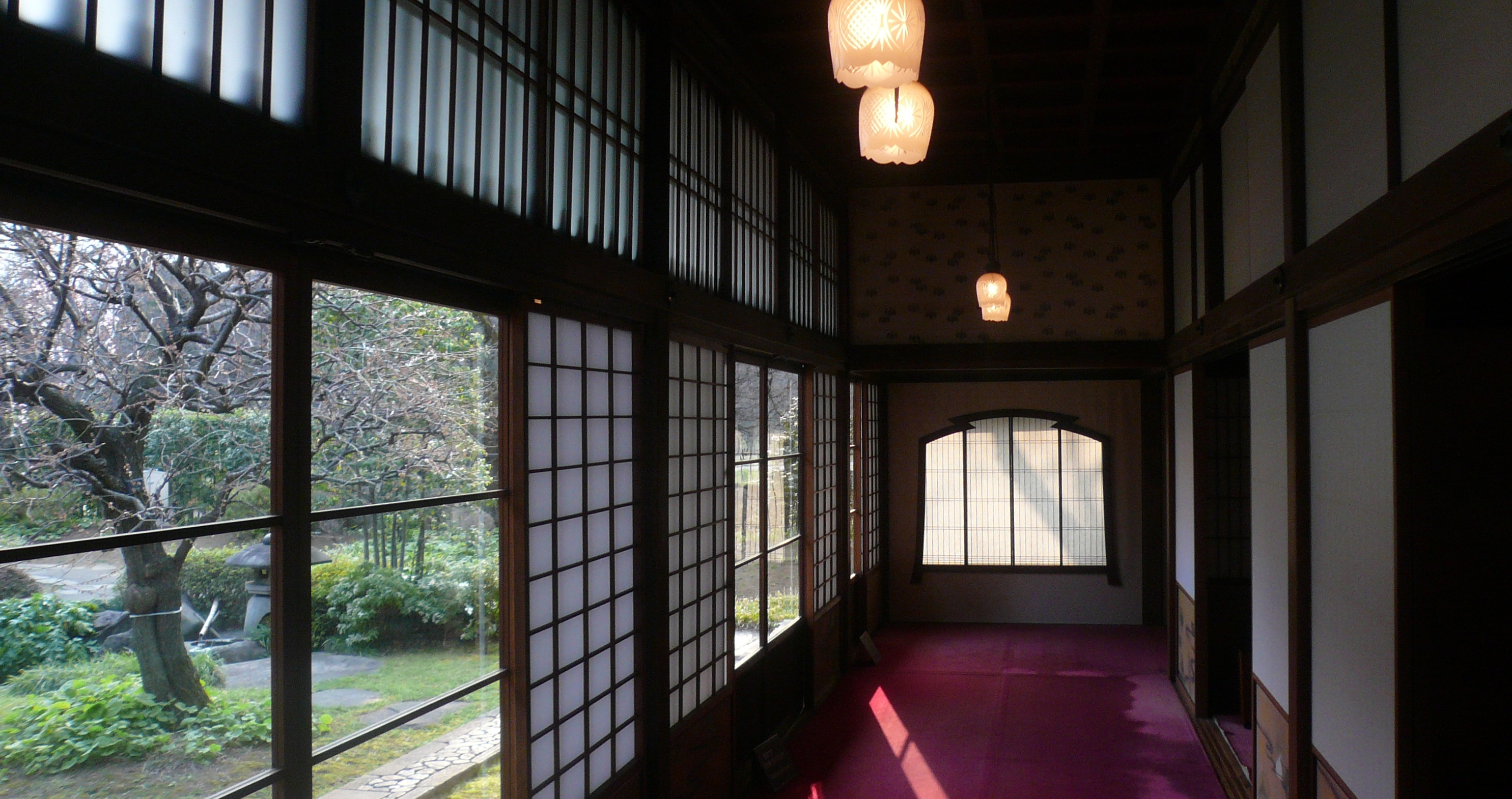
La residenza di Korekiyo Takahashi che si trova nell'Edo-Tokyo Open Air Architectural Museum è stata una fonte d'ispirazione per Hayao Miyazaki per creare gli edifici del mondo degli spiriti.

Miyazaki aveva in mente di produrre un nuovo film già da diversi anni. Era al lavoro su due diversi progetti: il primo basato sul romanzo Il meraviglioso paese oltre la nebbia e il secondo, che aveva come protagonista una giovane ragazza, più grande di Chihiro. Alla fine entrambe le proposte vennero scartate, così il regista cominciò a lavorare a un nuovo progetto che finì per diventare La città incantata. La nuova storia incorporava elementi dei progetti precedenti, in particolare la presenza centrale di un impianto termale attorno a cui ruotava l'intera vicenda. Miyazaki dichiarò che era basato su delle terme della sua città e che l'aveva inserito nella trama perché ne era affascinato e perché costituiva per lui un luogo misterioso. La trovata di popolarlo di spiriti venne in un secondo momento, trovando interessante l'idea di divinità giapponesi che vanno alle terme per riposarsi, proprio come gli uomini.
La produzione del film iniziò nel 2000, con un budget elevato, di 1,9 miliardi di yen. Come per Princess Mononoke, lo staff dello Studio Ghibli fece uso della computer grafica. Vennero usati computer e programmi come Softimage, ma si decise di mantenere questa tecnologia a un livello minimo, per migliorare la storia piuttosto che per farle prendere il sopravvento sull'animazione tradizionale. A detta di Miyazaki la difficoltà più grande in fase di produzione fu quella di ridurre la durata del film: dalle tre ore iniziali il regista si trovò costretto a tagliare molte scene per rientrare in una durata di circa due ore.
Miyazaki basò alcuni degli edifici del mondo degli spiriti sullo stile degli edifici dell'Edo-Tokyo Open Air Architectural Museum che si trova a Koganei, Tokyo. Durante la produzione del film visitava spesso il museo in cerca d'ispirazione, essendo da sempre affascinato dallo stile pseudo-occidentale degli edifici del periodo Meiji che si trovano lì. A detta dello stesso Miyazaki, il museo lo faceva diventare nostalgico:

## Colonna sonora

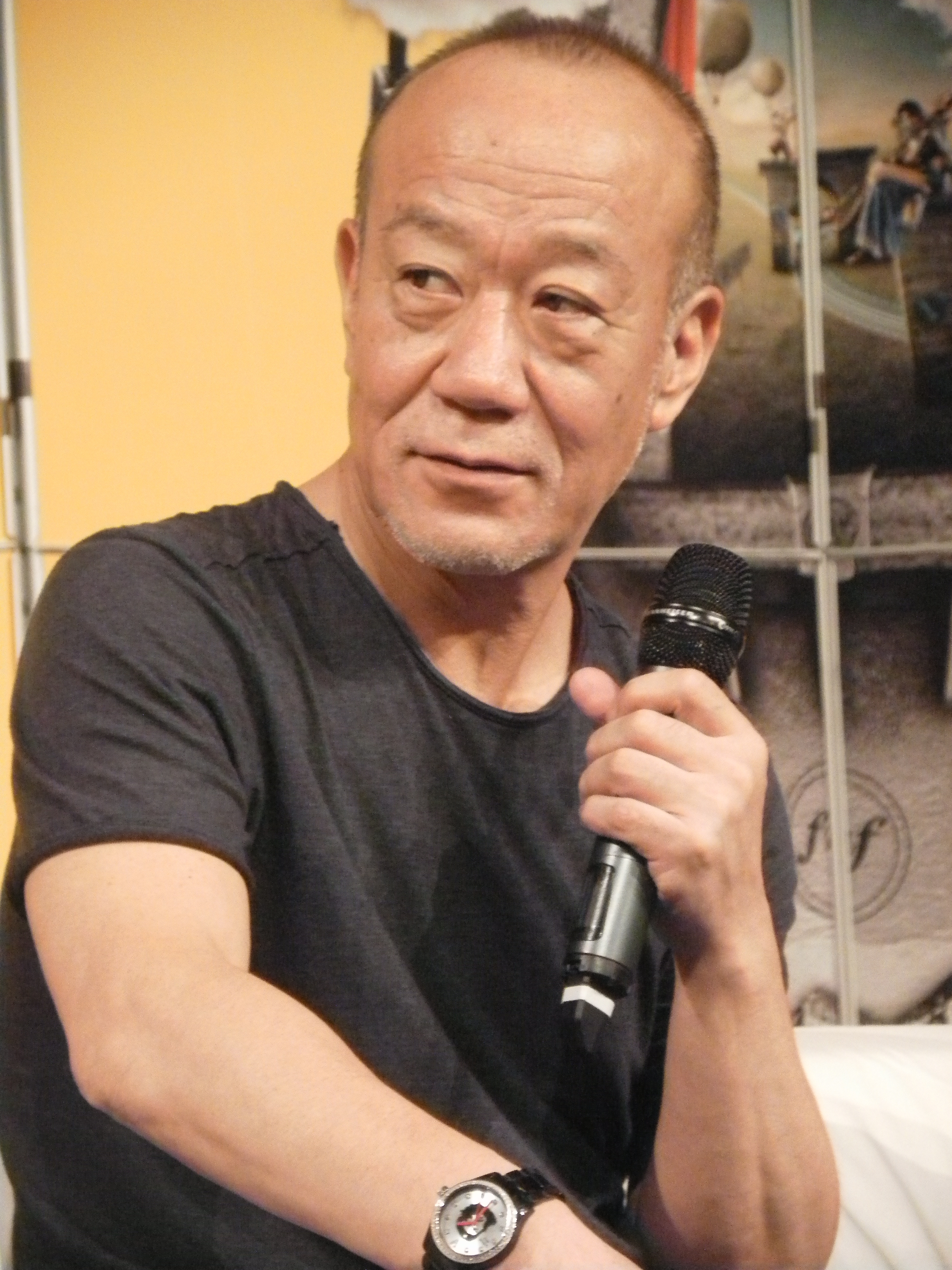
Joe Hisaishi, il compositore della colonna sonora del film

Per la composizione della colonna sonora del film, Miyazaki selezionò ancora una volta il suo abituale collaboratore Joe Hisaishi. I brani furono orchestrati dalla New Japan Philharmonic.
La colonna sonora è stata giudicata ottima dal critico cinematografico Paolo Mereghetti nel suo Dizionario dei film, inoltre ha ricevuto diversi premi e riconoscimenti in patria: il Mainichi Film Competition Award per la miglior musica; il Tokyo International Anime Fair Award per la miglior musica nella categoria cinema; e nel 2002 il Japan Gold Disc Award per l'album d'animazione dell'anno.

## Distribuzione
Il direttore della Pixar John Lasseter, un fan e amico di Miyazaki, convinse la Walt Disney Pictures a supervisionare l'adattamento in lingua inglese per gli Stati Uniti, nominando Kirk Wise come direttore e Donald W. Ernst produttore dell'adattamento.
In Italia il film è stato distribuito nelle sale cinematografiche il 18 aprile 2003, due anni dopo la prima proiezione giapponese, distribuito dalla Mikado. Dal 25 al 27 giugno 2014 è stato nuovamente proiettato in sala con un nuovo adattamento a cura di Lucky Red. Dopo 18 anni dall'uscita approda anche in Cina.

### Data di uscita
La città incantata è stato presentato in anteprima ad un gran numero di festival:
- Festival internazionale del cinema di Berlino: 9 febbraio 2002
- San Francisco International Film Festival: 20 aprile 2002
- Festival cinematografico internazionale di Mosca: 29 giugno 2002
- Toronto International Film Festival: 7 settembre 2002
- Helsinki International Film Festival: 21 settembre 2002
- Rio de Janeiro International Film Festival: 30 settembre 2002
- Titanic International Filmpresence Festival: 9 ottobre 2002
- Sitges - Festival internazionale del cinema fantastico della Catalogna: 11 ottobre 2002
- Thessaloniki International Film Festival: 10 novembre 2002
- Festival Internacional del Nuevo Cine Latinoamericano de La Habana: 3 dicembre 2002
- Febio Film Festival: 24 gennaio 2003
- Fantastic Film Festival: 10 aprile 2003
- Nippon Connection Film Festival: 13 aprile 2003
- Kristiansand International Children's Film Festival: 29 aprile 2003
- Cambridge Film Festival: 11 luglio 2003
- Buster Children's Film Festival: 29 settembre 2003

Le date di uscita internazionali sono state:
- 20 luglio 2001 in Giappone (千と千尋の神隠し Sen to Chihiro no kamikakushi)
- 13 dicembre 2001 in Hong Kong (Sen to Chihiro no Kamikakushi)
- 10 aprile 2002 in Francia (Le voyage de Chihiro)
- 28 giugno 2002 in Corea del Sud (센과 치히로의 행방불명)
- 20 settembre 2002 e 28 marzo 2003[17] negli Stati Uniti (Spirited Away)
- 25 settembre 2002 in Belgio
- 18 ottobre 2002 in Spagna (El viaje de Chihiro)
- 7 novembre 2002 in Malaysia
- 29 novembre 2002 in Finlandia (Henkien kätkemä)
- 12 dicembre 2002 in Australia (Spirited Away)
- 24 gennaio 2003 in Norvegia (Chihiro og heksene)
- 13 febbraio 2003 in Slovenia
- 28 febbraio 2003 in Portogallo (A Viagem de Chihiro)
- 6 marzo 2003 in Ungheria (Chihiro szellemországban)
- 7 marzo 2003 in Estonia (Vaimudest viidud)
- 3 aprile 2003 in Repubblica Ceca (Cesta do fantazie)
- 4 aprile 2003 in Polonia (Spirited Away: W Krainie Bogów)
- 18 aprile 2003 e 25 giugno 2014[18] in Italia (La città incantata)
- 24 aprile 2003 nei Paesi Bassi (De reis van Chihiro)
- 19 giugno 2003 in Germania (Chihiros Reise ins Zauberland)
- 26 giugno 2003 in Israele (The Wonderful Journey)
- 17 luglio 2003 in Argentina (El viaje de Chihiro)
- 18 luglio 2003 in Brasile (A Viagem de Chihiro)
- 5 settembre 2003 in Grecia (Ταξίδι στη Χώρα των Θαυμάτων)
- 12 settembre 2003 nel Regno Unito (Spirited away), in Irlanda (Spirited away), in Messico (El viaje de Chihiro)
- 19 settembre 2003 in Svezia (Spirited Away)
- 15 settembre 2003 in Slovacchia (Cesta do fantázie)
- 10 ottobre 2003 in Danimarca (Chihiro og heksene)
- 7 novembre 2003 in Colombia (El viaje de Chihiro)
- 18 giugno 2004 in Turchia (Ruhlarin Kaçisi)
- 21 giugno 2019 in Cina (千与千寻)

### Adattamento del titolo originale
Il titolo originale Sen to Chihiro no kamikakushi contiene il termine kamikakushi (letteralmente "scomparsa/occultamento attuato da un kami") che indica un elemento strettamente legato alla cultura giapponese e per questo difficile da tradurre in altre lingue. Quando una persona, ma in particolar modo un bambino, scompare improvvisamente ed inaspettatamente si dice che sia stato nascosto dai kami, gli spiriti e le divinità della tradizione shintoista. Questi sono spesso dei capricciosi kami minori, dei tengu o degli yōkai, che fanno uno scherzo al bambino per divertirsi della famiglia preoccupata. Successivamente il bambino rapito o perduto si risveglia lontano dal luogo dove è scomparso e non ricorda nulla del tempo intercorso.

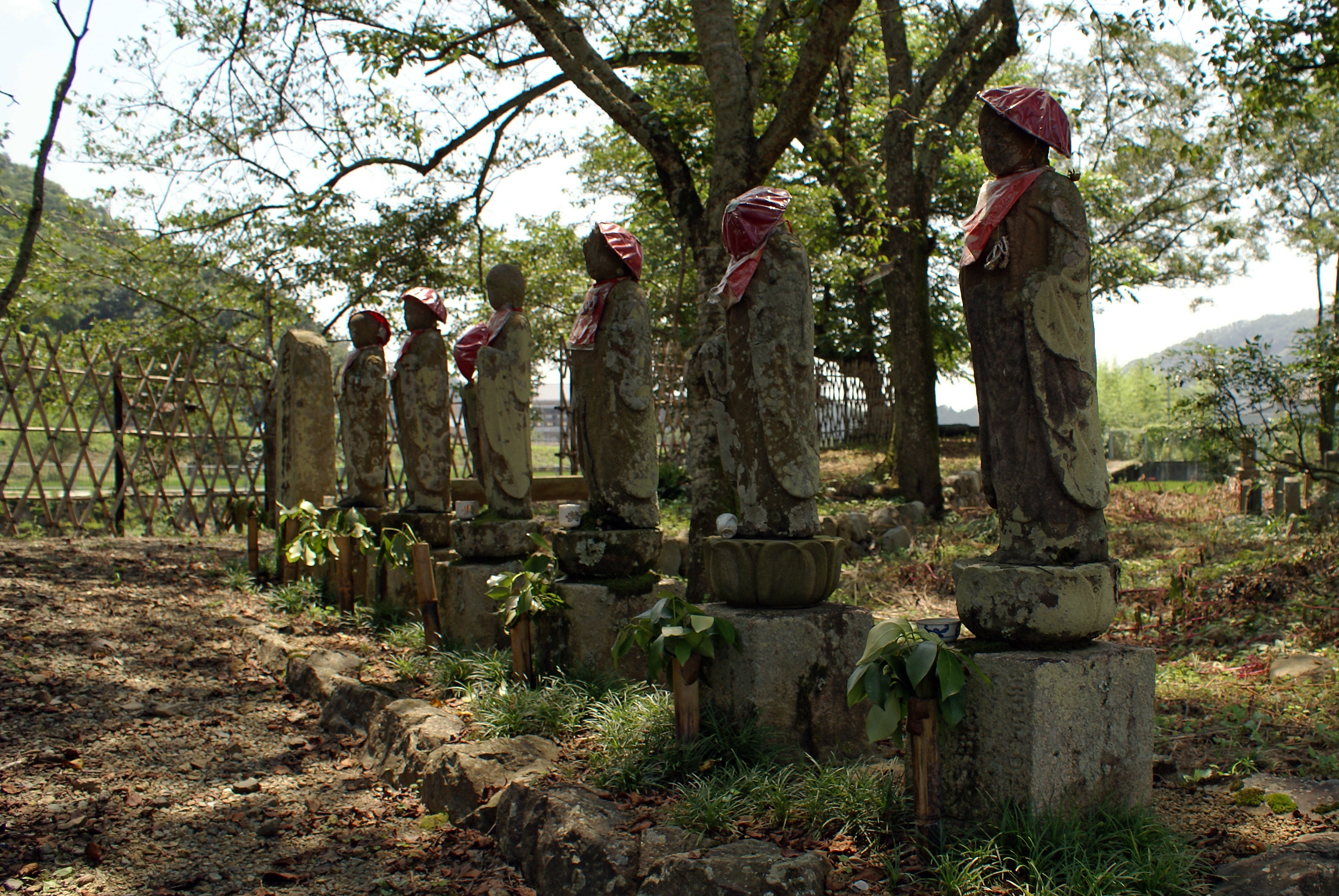
Statue di alcuni Kamikakushi.

Questo spiega il motivo della scelta del titolo inglese Spirited Away, che rende l'idea di sparizione e il coinvolgimento di entità spirituali.
Nella versione italiana, sia col primo che con il secondo doppiaggio, si è preferito non tradurre letteralmente il titolo giapponese. Una diversa traduzione è stata resa con l'adattamento sottotitolato del film apparso al Festival Internazionale del Film di Roma 2010 a cura di Gualtiero Cannarsi, che ha intitolato il lungometraggio La sparizione di Chihiro e Sen.

### Edizione italiana
In Italia la pellicola è arrivata nelle sale il 18 aprile 2003 ad opera della Mikado. Il doppiaggio è stato curato dalla CDL – Compagnia Doppiatori Liberi, con Teo Bellia in qualità di direttore del doppiaggio ed Elisabetta Bucciarelli come responsabile dei dialoghi.
Il 3 novembre 2010 il film è stato presentato in versione sottotitolata con un nuovo adattamento a cura di Gualtiero Cannarsi al Festival del film di Roma col titolo La sparizione di Chihiro e Sen.
Durante il Lucca Comics & Games 2013 la Lucky Red ha annunciato per il 2014 l'uscita del film con un nuovo doppiaggio che fu eseguito dalla CDC Sefit Group, con adattamento sempre a cura di Cannarsi e con la traduzione ad opera di Giorgio Nardoni: tra i personaggi principali, solo quelli di Yubaba e Zeniba hanno mantenuto la voce di Sonia Scotti in entrambe le edizioni. La proiezione nelle sale cinematografiche della nuova edizione è avvenuta il 25, 26 e 27 giugno 2014 con il titolo invariato, ossia La città incantata.

### Edizioni home video
La città incantata è stato distribuito in Giappone in formato VHS e DVD a partire dal 19 luglio 2002. La versione su disco contiene extra come storyboard e trailer, ed è stata commercializzata anche in edizione speciale insieme a un lettore DVD in tema Studio Ghibli. Il 30 maggio 2014 è stata pubblicata una nuova edizione DVD, mentre il Blu-ray Disc è uscito il 16 luglio 2014.
La versione italiana de La città incantata è stata distribuita dalla Universal Pictures e messa in commercio in VHS e DVD a partire dal 29 ottobre 2003. Il disco contiene la traccia audio originale giapponese e audio e sottotitoli in italiano, oltre al trailer cinematografico e altri spot. Il 26 novembre 2008 è stata pubblicata un'edizione due dischi, dal titolo La città incantata: Limited Edition, che contiene in più anche gli storyboard originali del film. Questa edizione è stata riproposta nel 2010 con un nuovo packaging metallico. Tutte e tre le versioni sono ormai fuori catalogo. Dal 2015 è disponibile l'edizione blu-ray contenente la versione rimasterizzata del film e il nuovo doppiaggio realizzato l'anno precedente.

## Accoglienza

### Incassi

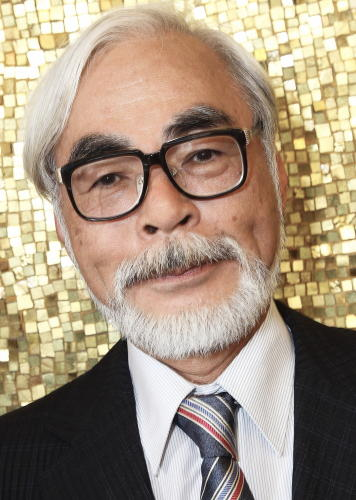
Hayao Miyazaki, il regista del film.

In Giappone, dalla sua uscita nel 2001, La città incantata è stato visto da 21 milioni di persone ed è stato stimato che in tutto il 2002 un giapponese su sei ha visto il film. L'incasso totale nel mondo è stato di circa 275 milioni di dollari statunitensi, di cui 230 milioni nel solo mercato giapponese. Il lungometraggio ha superato così in patria il record per i maggiori incassi ottenuti da un film, fino a quel momento detenuto da Titanic con 201 milioni di dollari.
Sul mercato statunitense il film è uscito nel 2002 in un numero limitato di sale cinematografiche, per poi essere riproiettato nel 2003 in seguito all'assegnazione del premio Oscar in un numero maggiore di sale. Ha incassato in totale 10 milioni di dollari, collocandosi così al settimo posto nella lista degli anime più visti negli Stati Uniti, dietro alle altre produzioni Ghibli Arrietty - Il mondo segreto sotto il pavimento e Ponyo sulla scogliera.
Negli altri territori i maggiori incassi si sono registrati in Corea del Sud (11 382 770 $), Francia (6 326 294 $), Hong Kong (2 958 139 $), Germania (1 981 457 $), Regno Unito (1 383 023 $) e Taiwan (1 044 866 $). In Italia il film ha incassato 1 200 000 €.

### Critica
La città incantata ha ricevuto ottime critiche e recensioni. Sul sito Rotten Tomatoes, ha ottenuto il 97% di freschezza su un totale di 156 recensioni, classificandosi al 13º posto nella lista dei migliori film d'animazione; nel sito Metacritic è valutato con un punteggio di 94/100 basato su 37 valutazioni di critici specializzati. Sull'Internet Movie Database il film ha un voto pari a 8,6.
Mark Schilling del The Japan Times gli assegna cinque stelle su cinque e ne elogia la ricchezza immaginativa e la superba tecnica di animazione. Roger Ebert sul suo sito rogerebert.com scrive di essere rimasto impressionato dalla cura dei dettagli e di aver apprezzato soprattutto il ritmo rilassato della narrazione, in cui capita che «i personaggi si siedano per un momento, o sospirino, o guardino un fiume scorrere, o facciano altro, non per far avanzare la storia ma solo per dare il senso dello spazio e del tempo». A suo parere questo rispetto dei tempi e delle pause è un motivo per cui «i film di Miyazaki sono più coinvolgenti dell'azione frenetica in molte animazioni statunitensi».
La critica italiana si trova d'accordo con quella internazionale. Paolo D'Agostini su la Repubblica ne elogia «il raffinato, elaboratissimo gusto estetico – veramente da rifarsi gli occhi» e afferma che «le fantasie di Miyazaki non intendono parlare soltanto ai bambini […] e non intendono soltanto consolare, far evadere: sono apologhi densissimi, sono "operette morali" dove la soluzione (il bene di qua il male di là) non ti viene servita su un piatto e senza sforzo». La maturità del film, la sua profondità tematica e narrativa e il fatto di essere adatto anche, e soprattutto, per un pubblico adulto, vengono sottolineati anche da Roberto Silvestri, che su il manifesto scrive: «La città incantata, l'ultimo capolavoro di Hayao Miyazaki, farà capire anche ai sassi che gli "anime" non sono forme d'arte handicappate e riservate ai piccoli, ma arte adulta».
L'autorevole rivista del British Film Institute Sight & Sound l'ha indicato fra i trenta film chiave del primo decennio del XXI secolo. Sul sito IGN il film si è classificato al 12º posto nella classifica dei 25 migliori film d'animazione di sempre. La rivista Empire lo ha collocato in ben tre sue classifiche:
- alla posizione numero 339 nella lista dei "500 migliori film della storia"[46]
- al 10º posto nell'elenco dei cento migliori film del cinema mondiale non in lingua inglese[47]
- alla posizione 82 dei 300 migliori lungometraggi della storia scelti dai lettori.[48]

Il film è considerato il capolavoro di Miyazaki, nonché il suo film più personale e graficamente più ricco. Grazie a questa accoglienza e soprattutto ai premi vinti, La città incantata ha reso celebre il suo autore anche in Occidente, consacrandolo come un maestro dell'anime e più in generale dell'animazione.

### Temi

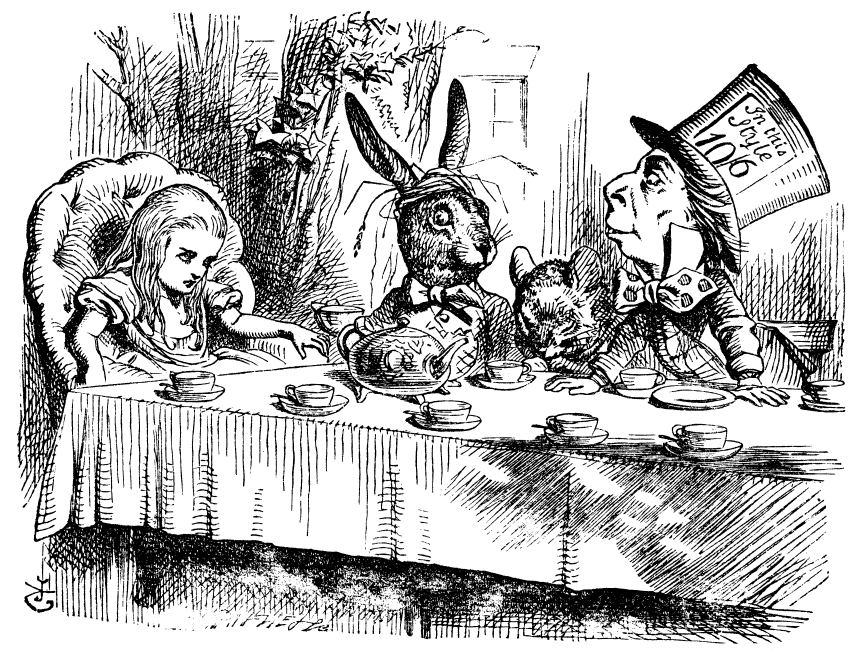
Illustrazione di Alice nel Paese delle Meraviglie, opera a cui si rifà La città incantata

Molti critici hanno tentato di paragonare La città incantata ad opere occidentali come Alice nel Paese delle Meraviglie, Il mago di Oz o Harry Potter. Il filo conduttore è costituito dalla presenza di un mondo "altro" dalla realtà in cui si sperimentano cose strane e magiche. Nell'opera di Miyazaki, Chihiro si ritrova nella città degli spiriti e la sua prima reazione di fronte al fantastico e al soprannaturale è quella di credere di stare sognando. L'autore ha però voluto instillare negli spettatori il dubbio che le avventure vissute dalla ragazza non siano tutte un sogno. Il fatto di avere adottato uno stile pseudo-occidentale per la città degli spiriti crea la sensazione di assistere a paesaggi che si sono già visti da qualche parte; le foglie accumulate sopra alla macchina e l'elastico per capelli che Chihiro indossa all'uscita dal parco divertimenti sono una prova del fatto che sia passato del tempo nel mondo reale e quindi testimoniano l'esistenza del mondo "altro", dando un senso a tutta la storia. Storia che assume il significato di rito di passaggio e di iniziazione per Chihiro. Durante le sue avventure, infatti, ella è costretta, per la prima volta nella sua vita, a fare completamente affidamento alle sole proprie forze. Questo la porta a un percorso di crescita e di maturazione. A tal proposito Miyazaki ha affermato che le due scene più significative dell'intera narrazione sono la prima nel retro della macchina, in cui Chihiro è stanca, annoiata e «vulnerabile»; e l'ultima, dove invece «è piena di vita e ha appena affrontato il mondo intero. Queste sono due immagini di Chihiro che mostrano lo sviluppo del suo carattere». L'esperienza nel mondo degli spiriti rappresenta quindi in senso metaforico il passaggio dall'infanzia all'età adulta.

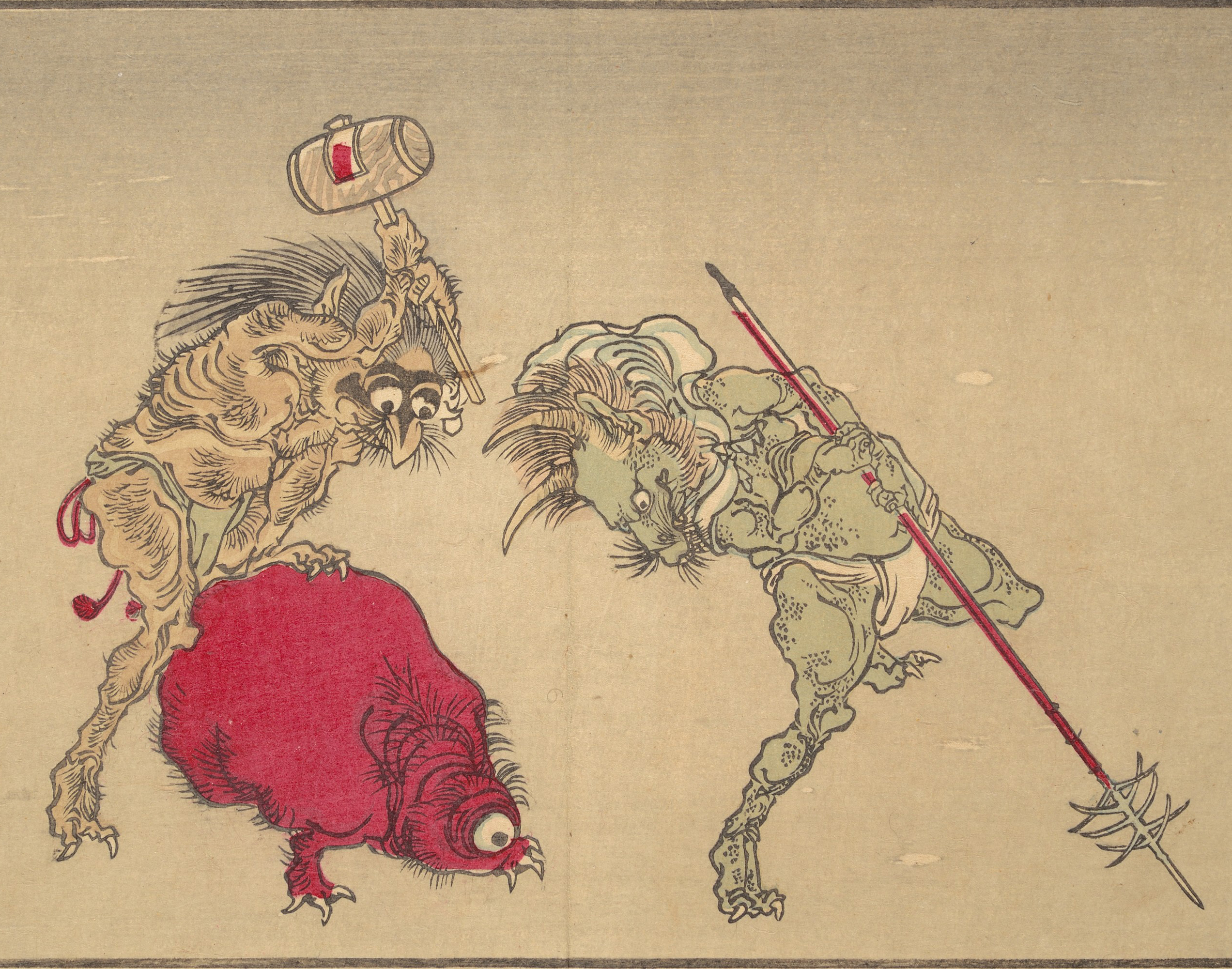
Gli yōkai, degli spiriti del folklore giapponese molto simili a quelli che appaiono nel film.

Uno dei temi del film indicati dai critici è quello del recupero delle tradizioni giapponesi. L'opinione di Miyazaki è che sia «una cattiva idea relegare tutte le tradizioni a un piccolo panorama di cultura popolare. Circondati da tecnologia e dispositivi accattivanti, i bambini stanno progressivamente perdendo le loro radici. Dobbiamo informarli della ricchezza delle nostre tradizioni». Seguendo questa chiave di lettura i protagonisti de La città incantata possono essere identificati con personaggi del folklore e della mitologia giapponese. Yubaba rappresenterebbe una yamauba, strega delle montagne dai poteri soprannaturali; Kamaji ha le fattezze di un ragno, simbolo di operosità e abilità; Haku, che tradisce Yubaba per aiutare Chihiro, ricalca in qualche modo la divinità Nigihayahi, che per aiutare l'imperatore del Giappone tradisce il suo ex-alleato; Senza volto — anche se interamente frutto della fantasia dell'autore — indossa una maschera che richiama il teatro Nō.
Altri temi presenti sono l'importanza del nome, che implica il controllo totale della persona a cui è stato sottratto e che deriva probabilmente dal Ciclo di Earthsea di Ursula K. Le Guin, di cui Miyazaki è un grande appassionato; e l'ecologismo, argomento che è spesso presente nelle opere del regista giapponese. La scena in cui Chihiro, Lin e altri inservienti delle terme liberano lo spirito del fiume dalla sporcizia ne è un esempio e si riferisce a un evento occorso allo stesso Miyazaki: quando fu ripulito un fiume vicino a dove abitava ebbe modo di vedere quanto era sporco ed inquinato.

## Riconoscimenti
In patria è stato decretato miglior film dell'anno e, approdato al Festival di Berlino 2002, è stato insignito con un sorprendente Orso d'oro, ex aequo con Bloody Sunday. Ha ricevuto inoltre diversi premi della critica negli Stati Uniti e l'Oscar per il miglior film d'animazione nel 2003 (è stato il primo anime a ricevere un tale riconoscimento), oltre a 4 Annie Awards, considerati gli "Oscar dell'animazione", nel 2002.
- 2003 – Premio Oscar
  - Miglior film d'animazione ad Hayao Miyazaki
- 2004 – Premio BAFTA
  - Candidatura Miglior film straniero ad Hayao Miyazaki
- 2002 – Saturn Award
  - Miglior film d'animazione
  - Candidatura Migliore sceneggiatura ad Hayao Miyazaki, Cindy Hewitt e Donald Hewitt
- 2003 – Chicago Film Critics Association Award
  - Candidatura Miglior film straniero (Giappone)
  - Candidatura Miglior colonna sonora a Joe Hisaishi
- 2002 – Boston Society of Film Critics Award
  - Premio speciale (Per il contributo artistico nel campo dell'animazione)
- 2003 – Broadcast Film Critics Association Award
  - Miglior film d'animazione
- 2002 – Festival di Berlino
  - Orso d'oro ad Hayao Miyazaki
- 2003 – Premio César
  - Candidatura Miglior film straniero ad Hayao Miyazaki
- 2002 - European Film Award
  - Premio speciale ad Hayao Miyazaki
- 2002 – Los Angeles Film Critics Association Award
  - Miglior film d'animazione
- 2002 – National Board of Review Award
  - Miglior film d'animazione
- 2002 – New York Film Critics Circle Award
  - Miglior film d'animazione
- 2002 – Awards of the Japanese Academy
  - Miglior film
  - Miglior canzone a Youmi Kimura
- 2001 – Nikkan Sports Film Award
  - Miglior film
- 2002 – Blue Ribbon Award
  - Miglior film ad Hayao Miyazaki

- 2003 – Satellite Award
  - Miglior film d'animazione
- 2002 – Kinema Junpo Awards
  - Miglior film a Hayao Miyazaki
- 2002 – Mainichi Film Concours
  - Miglior film ad Hayao Miyazaki
  - Migliore regia ad Hayao Miyazaki
  - Miglior film d'animazione ad Hayao Miyazaki
  - Miglior colonna sonora a Joe Hisaishi
- 2002 – San Francisco International Film Festival
  - Miglior film narrativo ad Hayao Miyazaki
- 2002 – Sitges - Festival internazionale del cinema fantastico della Catalogna
  - Menzione speciale ad Hayao Miyazaki
- 2003 – Annie Award
  - Miglior film
  - Migliore regia ad Hayao Miyazaki
  - Migliore sceneggiatura ad Hayao Miyazaki
  - Miglior colonna sonora a Joe Hisaishi
- 2003 – Cambridge Film Festival
  - Miglior Film ad Hayao Miyazaki
- 2003 – Dallas-Fort Worth Film Critics Association Award
  - Miglior film d'animazione
- 2003 – Durban International Film Festival
  - Miglior film ad Hayao Miyazaki
- 2003 – Film Critics Circle of Australia Award
  - Miglior film straniero
- 2003 – Florida Film Critics Circle Award
  - Migliore animazione
- 2003 – Golden Trailer
  - Miglior animazione
- 2003 – Online Film Critics Society Award
  - Miglior film d'animazione
- 2003 – Golden Satellite Award
  - Miglior film d'animazione

## Citazioni e riferimenti
- Il lampione saltellante che conduce Chihiro, Senza-Volto e Bō alla casa di Zeniba è un chiaro omaggio alla mascotte della Pixar. Miyazaki è infatti un grande fan della casa di produzione[57] e intendeva in questo modo mostrare il suo apprezzamento[58].
- I susuwatari (ススワタリ?), piccoli esserini neri alle dipendenze di Kamaji, sono ripresi dalla precedente opera di Miyazaki Il mio vicino Totoro, dove appaiono per la prima volta come fuliggine che riempie le case per lungo tempo non abitate[59].
- Il personaggio di Haku è ispirato al fiume spirituale Kawa-no-Kami, mentre Yubaba e Zeniba richiamano le figure delle streghe giapponesi.[60]